# 達利語

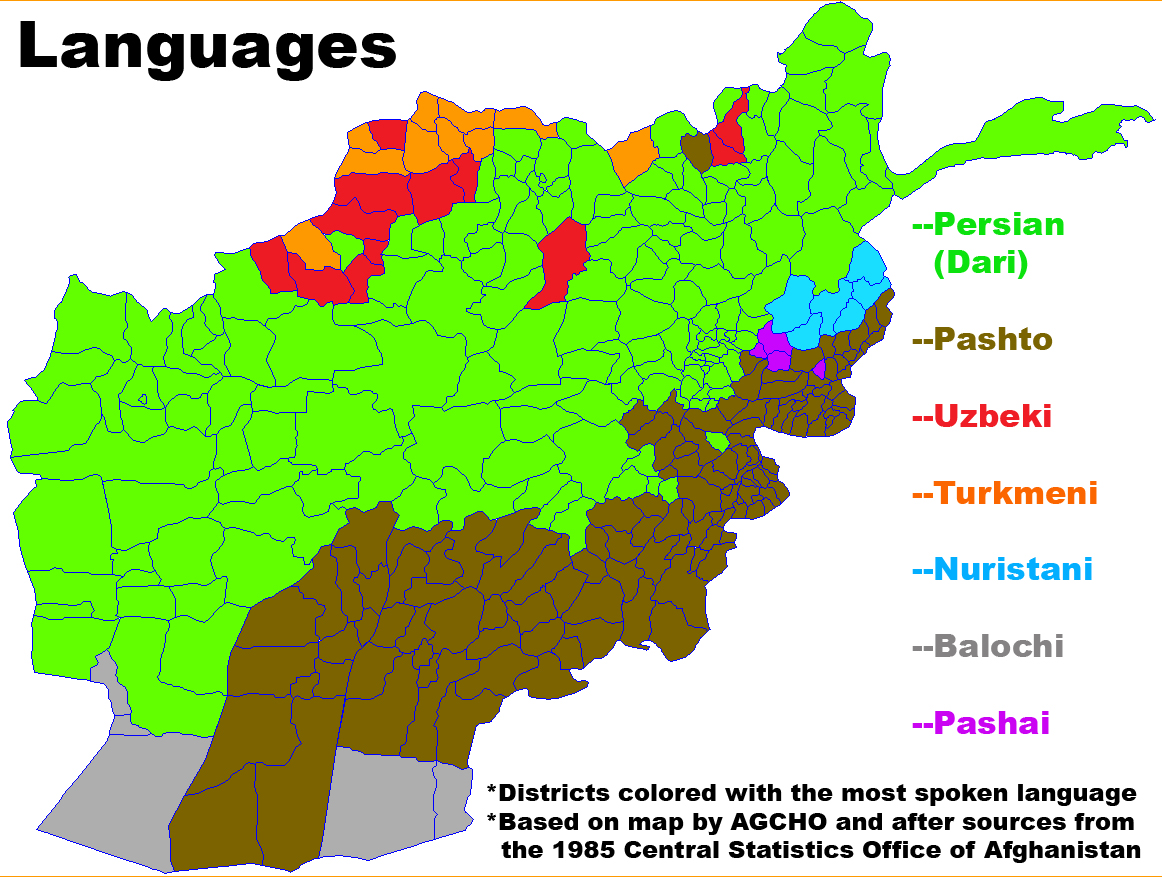
阿富汗达利语主要使用区域(青綠色).

達利語（دری），又译達里語，是波斯语在阿富汗的变体，故称阿富汗波斯语（فارسی افغانستان）及波斯達利语（فارسی دری）。此外，達利語與普什圖語同爲阿富汗的官方語言。而達利語、塔吉克語和波斯語之間基本上可以達成相互理解性。1964年阿富汗政府將阿富汗波斯語正式定名为達利語。

## 概要
一種說法是，一词是指（Farsi-ye darbari），意思是“宫廷波斯语”。它是由公元10世纪中亞的萨曼王朝（سامانیان）宫廷語言發展為通行的波斯语的，如伊本·奈迪木的《群书类述》就采取这种说法。另一理論则认为其來自（darreh）一词，意思是“山谷”，指的是現今伊朗東北呼羅珊（خراسان）的深谷地區，發展出的語言。
現在“達利語（درى）”一詞是用來指三種不同的方言或語言：
1. （達利语）是在当今阿富汗境内使用的一种波斯語方言。
2. 伊朗西北方的拜火教徒，用（也叫Gabri 或者）來稱呼他們自己的語言。
3. 在古典波斯聖書《波斯古经》也以來稱呼波斯語。

達利語与伊朗波斯语、塔吉克语在发音、词汇方面有诸多差异。達利語的发音相当保守，几乎完全保留了早期新波斯语的发音。词汇大部分与伊朗波斯语相同，但有很多普什图语、乌尔都语借词。
大约有 25% 到 80% 的阿富汗人口将達利語作为第一语言。 由于阿富汗大约 27% 的人口为塔吉克族，他们是達利語的主要使用者。達利語是阿富汗各地各民族的实际通用语言。美国中央情报局出版的《世界概况》则称有八成阿富汗人口使用達利語。
与伊朗波斯语和塔吉克语归并的六元音体系相比，达里语保留了古典波斯语的八元音系统。

## 延伸閱讀
- Lazard, G. "Darī – The New Persian Literary Language （页面存档备份，存于）" in Encyclopædia Iranica Online Edition.
- Phillott, Douglas Craven. . Calcutta: Baptist Mission Press. 1919.
- Sakaria, S. (1967) Concise English – Afghan Dari Dictionary, Ferozsons, Kabul, OCLC 600815
- Farhadi, A. G. R.('Abd-ul-Ghafur Farhadi)(Abd-ul-ghafûr Farhâdi) (1955) Le Persan Parlé en Afghanistan: Grammaire du Kâboli Accompagné d'un Recueil de Quatrains Populaires de la Région de Kâbol,  Centre national de la recherche scientifique or Librairie C. Klincksieck, Paris.
- Farhadi, Rawan A. G. (1975) The Spoken Dari of Afghanistan: A Grammar of Kaboli Dari (Persian) Compared to the Literary Language, Peace Corps, Kabul, OCLC 24699677
- Zellem, Edward. 2015. . Charleston: CreateSpace.   [2022-07-25]. （原始内容存档于2014-12-31）.
- Zellem, Edward. 2012. . Charleston: CreateSpace.   [2022-07-25]. （原始内容存档于2014-12-31）.
- . 1979.

## 參閲
- 波斯語語法
- 道格拉斯·克雷文·菲洛特

## 外部連結
- 《大英百科全书》中的条目：Dari（英文）
- Dari （页面存档备份，存于） at Encyclopædia Iranica
- Dari language, alphabet and pronunciation （页面存档备份，存于）
- Dari language resources （页面存档备份，存于）
- Dari alphabet （页面存档备份，存于）
- Learn Dari （页面存档备份，存于）
- Higher Persian grammar for the use of the Calcutta University, showing differences between Afgan and modern Persian; with notes on rhetoric : Phillott, Douglas Craven